# Diaspidiotus naracola
Diaspidiotus naracola är en insektsart som beskrevs av Sadao Takagi 1956. Diaspidiotus naracola ingår i släktet Diaspidiotus och familjen pansarsköldlöss. Inga underarter finns listade i Catalogue of Life.